# Кастель-Роккеро
Кастель-Роккеро (італ. Castel Rocchero, п'єм. Castel Roché) — муніципалітет в Італії, у регіоні П'ємонт,  провінція Асті.
Кастель-Роккеро розташований на відстані близько 460 км на північний захід від Рима, 70 км на південний схід від Турина, 26 км на південний схід від Асті.
Населення — 398 осіб (2014).
Щорічний фестиваль відбувається 30 листопада. Покровитель — Андрій Первозваний.

## Демографія
Населення за роками:

Станом на 1 січня 2023 року в муніципалітеті офіційно проживало 75 іноземців з 10 країн, серед них 26 громадян країн Євросоюзу.

## Сусідні муніципалітети
- Аккуї-Терме
- Аліче-Бель-Колле
- Кастель-Больйоне
- Кастеллетто-Моліна
- Фонтаніле
- Монтабоне